# Alloperla delicata
Alloperla delicata är en bäcksländeart som beskrevs av Theodore Henry Frison 1935. Alloperla delicata ingår i släktet Alloperla och familjen blekbäcksländor. Inga underarter finns listade i Catalogue of Life.